# Plymouthbröderna
Plymouthbröderna (engelska: Plymouth Brethren), historiskt även Darbyister efter John Nelson Darby, är ett kristet trossamfund som omfattar drygt en halv miljon medlemmar över hela världen. Den grundades år 1829 i Dublin på Irland som ett sällskap för bibelstudier i en tid när metodistiska strömningar var starka på Brittiska öarna. Snart började man även fira gudstjänst tillsammans.
Rörelsen uppmärksammades tidigt genom ledare som John Nelson Darby, doktor Edward Cronin, John Bellett och Francis Hutchinson. Dessa ansåg att den etablerade anglikanska kyrkan hade fått alltför nära band med statsmakten och övergett viktiga inslag inom kristendomen. När rörelsen växte samlades många anhängare i Plymouth i sydvästra England år 1831, vilket gav rörelsen dess namn.

## Historia

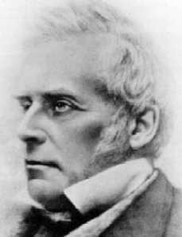
Predikanten John Nelson Darby, ursprungligen statskyrkopräst.

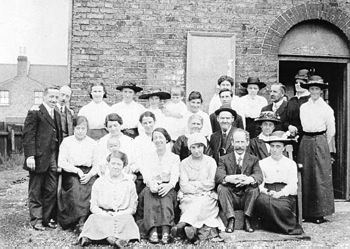
En Plymouthbröderna-kyrka och församlingsmedlemmar.

År 1845 skedde en brytning mellan Darby och Plymouthbröderna, som nu splittrades i flera partier. Vanligen delas Plymouthbrödernas församlingar in i "Open Brethren" och "Exclusive Brethren". Skillnaden mellan dem är främst att de öppna församlingarna väljer att engagera sig mer i det omgivande samhället medan många av de slutna bröderna förespråkar en exkluderande livsstil.
I Schweiz spelade darbyisterna en roll i landets inre strider på 1830- och 1840-talen. Även i västra Tyskland utbredde de sig under ledning av Carl Brockhaus i Elberfeld, men de fick under nazistperioden utstå svåra förföljelser; numera är de omkring 50 000 i Tyskland. De flesta Plymouthbröderna bor i Storbritannien och USA samt andra engelsktalande länder och på Färöarna.

## Exklusiva Plymouthbröder
De exklusiva plymouthbröderna prioriterar familjelivet högt. 
Varje söndag deltar alla församlingsmedlemmar i Herrens måltid, som har en central plats i brödernas liv. Deras sociala aktiviteter utövas för det mesta med andra medlemmar som de träffar på sina bibelmöten. Anhängarna förväntas vara fullständigt lojala mot sin ledare, som anses tillhandahålla andlig välfärd och ha en moralisk kraft, och som undervisar så att medlemmarna lyfts ur det man ser som det onda som finns i världen.
De som väljer att lämna rörelsen blir ofta exkluderade och det kan vara svårt för dem att fortsätta leva med sin släkt och sina gamla vänner. 
Vem som helst kan närvara vid brödernas bibelmöten och de predikar budskapet om Herren Jesus offentligt i städernas centrum.
Medlemmarna måste respektera ett antal påbud. De får inte göra följande:
- Se på TV, lyssna på radio
- Läsa vid universitet
- Kandidera eller rösta i politiska val
- Ta livförsäkring
- Bära vapen
- Delta i fackförening, yrkesförening eller någon grupp som omfattar icke-medlemmar av kyrkan.
- Bo eller äta tillsammans med icke-medlemmar[5]

### Sverige

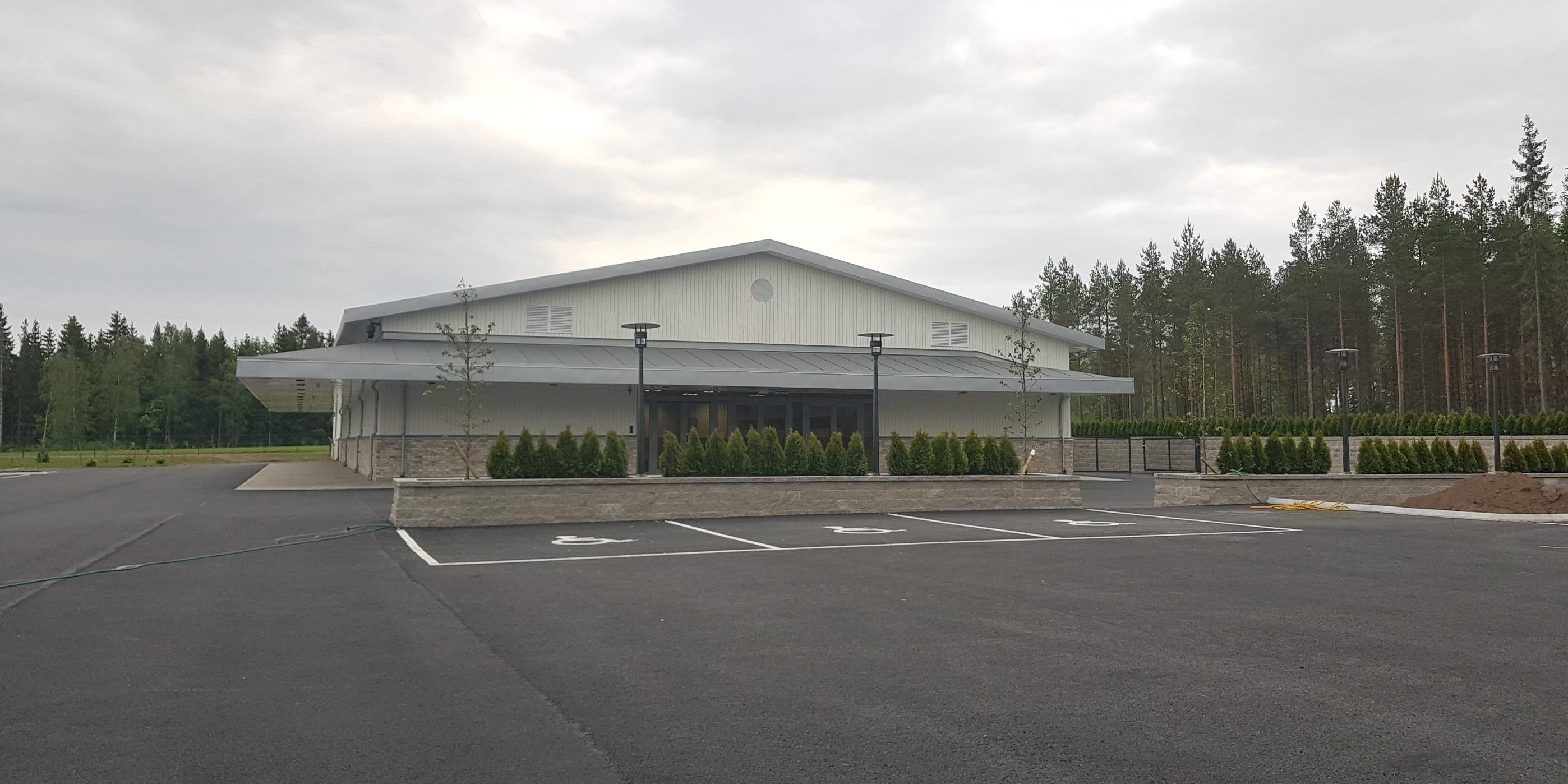
Plymouthbrödernas kyrka/gudstjänstlokal i Smålandsstenar.

Exclusive Brethren har funnits i Sverige i över 125 år, och har 400–500 medlemmar. De flesta bor i Smålandsstenar, men medlemmar finns också i Helsingborg, Ljungby, Hultet och Göteborg. 2021 färdigställdes den tredje troslokalen i Kungsbacka kommun.
Sedan 2007 startade en grupp föräldrar Laboraskolan i Nyby nära Smålandsstenar och drivs nu av OneSchoolGlobal.
Under 2008 publicerade Plymouthbröderna en bok, Vi lever enligt vår tro, som beskriver deras doktriner och livsstil.
Rörelsen startade sin egen nyhetskanal i april 2012 som nu har samlat på sig ett brett utbud av artiklar och uppdateringar om deras aktiviteter och synpunkter.

## Öppna Plymouthbröder
De öppna församlingarna väljer att engagera sig mer i det omgivande samhället och har också ofta en mer generös inställning till andra kristna. I många öppna församlingar välkomnas t.ex. alla troende och döpta, oavsett kyrkotillhörighet, till nattvardsbordet.
De öppna bröderna praktiserar alltid troendedop medan vissa exklusiva församlingar tillämpar barndop. 

### Färöarna
På Färöarna är den öppna brödraförsamlingen den största frikyrkan. Antalet anhängare uppskattas till drygt 10 % av befolkningen, ungefär lika många som Heimamissiónin, den andra stora väckelserörelsen på Färöarna.